# Ла Паз
Ла Паз (шп. Nuestra Señora de La Paz, ајмара Chuqiyapu - златна фарма) је град у Боливији у ком се налази седиште владе. Дејуре главни град је Сукре. Ла Паз се налази у боливијском департману Ла Паз, а са оближњим градом Ел Алто сачињава провинцију Педро Доминго Муриљо. Лежи у кањону реке Чокејапу (река је данас углавном испод грађевина), на висини од 3.658 m. Убраја се међу највише градове на свету.
Сам град има 789.541 становника (2015), док агломерација Ла Паза, у којој су и градови Ел Алто и Виача, има преко 1,8 милиона становника. Са предграђима, Ла Паз је највећи град Боливије, а без њих је други највећи, после града Санта Круз де ла Сијера. Индијанци чине 50% становништва.
Овај град, у западној централној Боливији, 68 км (42 миље) југоисточно од језера Титикака, смештен је у кањону који ствара река Чокејапу. Он се налази у зделичастој депресији, у делу слива Амазона, окружен високим планинама Алтиплана. Изнад града је високи Илимани са троструким врхом. Његови врхови су увек завејани и могу се видети из многих делова града. На надморској висини од отприлике 3.650 м (11.975 стопа) Ла Паз је највиша престоница на свету. Због своје надморске висине, Ла Паз има необичну суптропску планинску климу, са кишним летима и сувим зимама.
Ла Паз је основао 20. октобра 1548. шпански конквистадор капетан Алонсо де Мендоза, на месту Инка насеља Лаха као тачка повезивања комерцијалних путева који су водили од Потосија и Орура до Лиме; пуно име града је првобитно било Нуестра Сенора де Ла Паз (што значи Госпа мира) у знак сећања на обнову мира након устанка Гонзала Пизара и његових конквистадора против првог вицекраља Перуа. Град је касније премештен на садашњу локацију у долини Чуквијаго Марка. Ла Паз је био под шпанском колонијалном влашћу као део Вицекраљевства Рио де ла Плате, пре него што је Боливија стекла независност. Од свог оснивања, град је био поприште бројних побуна. Године 1781, домородачки вођа и активиста за независност Тупак Катари је опседао град укупно шест месеци, али је коначно поражен. Дана 16. јула 1809, боливијски патриота Педро Доминго Муриљо је отпочео револуцију за независност, означивши почетак шпанско-америчких ратова за независност, који су 1821. донели слободу јужноамеричким државама.
Као седиште владе Боливије, Ла Паз је локација палате Кемадо, председничке палате. Такође је седиште боливијског законодавства, Вишенационалне законодавне скупштине и бројних владиних одељења и агенција. Конститутивни главни град Боливије, Сукре, задржава судску власт. Град је домаћин свих страних амбасада, као и међународних мисија у земљи. Ла Паз је важан политички, административни, економски и спортски центар Боливије; генерише 24% националног бруто домаћег производа и служи као седиште бројних боливијских компанија и индустрија.
Ла Паз је такође важан културни центар Јужне Америке, јер је домаћин неколико знаменитости које припадају колонијалним временима, као што су црква Сан Франциска, Метрополитанска катедрала, Плаза Муриљо и улица Хаен. Ла Паз се такође налази на месту преклапања археолошких региона Тиванакуа и Царства Инка. Град је познат по својим јединственим пијацама, посебно по Вештичјој пијаци, и по живом ноћном животу. Његова необична топографија пружа јединствен поглед на град и околне планине Кордиљера Реал са бројних природних видиковаца. Град се сматра јединственом метрополском структуром, где је већина града изграђена у кањону река Чукијапи и Ирпави. Ла Паз је такође дом највеће мреже градских жичара на свету. У мају 2015. званично је признат као један од нових 7 градова чуда заједно са Бејрутом, Дохом, Дурбаном, Хаваном, Куала Лумпуром и Виганом. Ла Паз је наведен на Глобалном индексу градова 2015. и сматра га глобалним градским типом „Гама“ од стране Глобализације и Светске мреже за истраживање градова (GaWC).

## Име и топоними
Шпански конквистадори су основали град 1548. године под именом Nuestra Señora de La Paz (што значи Наша госпа мира). Име је обележило обнову мира након побуне Гонзала Пизара и његових колега конквистадора четири године раније против Бласка Нуњеза Веле, првог вицекраља Перуа.
Године 1825, након одлучујуће победе републиканаца код Ајакучоа над шпанском војском у току шпанско-америчких ратова за независност, пуно име града је промењено у La Paz de Ayacucho (Ајакучов мир).
Регион у коме се налази Ла Паз био је познат као Chuquiago Marka (marka значи село; Chuqi Yapu значи 'златна фарма', вероватно због експлоатације златних груменова у малим рекама тог места; разлике у правопису због писања Ајмара у поређењу са шпанском транслитерацијом) на језику Ајмара, што је довело до тога да је бивши председник Боливије, Ево Моралес, сугерише да се град преименује у  „Чукијаго Марка“ 2017. године.

## Географија

### Клима
На више од 4.000 метара  надморске висине, виши делови Ла Паза имају субалпску суптропску планинску климу (Köppen: Cwc), која се граничи са климом тундре (Köppen: ET). На овој надморској висини, ноћне температуре се крећу од хладних до веома хладних. Снежне навале се могу јавити зими, посебно у зору и обично се топи пре подне. Иако се налази на само 16 степени од екватора, овај део града има просечне температуре сличне онима у градовима као што су Берген, Норвешка или Торсхавн, Фарска острва.
Температуре у централном Ла Пазу, на 3.600 метара, и у Зони Сур (Јужна зона), на 3.250 метара надморске висине су топлије и класификоване су као суптропске планинске климе (Köppen: Cwb). Обилне падавине се обично дешавају током лета и често изазивају деструктивна клизишта. На надморској висини од 3.250 метара, у јужном делу града, највлажнији месец је јануар са месечним просеком од 114 mm, а најсувљи јул са 8 mm.
Цео град има кишна лета и суве зиме. Град има релативно суву климу, са кишом углавном у нешто топлијим месецима од новембра до марта. Обилне падавине се обично дешавају током лета и често изазивају деструктивна клизишта. Највлажнији месец је јануар са просечним месечним количинама од 100–140 mm падавина, а најсушнији месеци су јун и јул са око 5 mm падавина.

У највишем делу града, изнад 4.000 метара, два најоблачнија месеца су фебруар и март, у касно лето, када је просечно сунчано око 5 сати дневно. Два најсунчанија месеца су јун и јул, зими, када је просечно сунчање око 8 сати дневно.
| Клима Ла Паза, Боливија (Међународни аеродром Ел Алто, надморска висина 4.058 ) | Клима Ла Паза, Боливија (Међународни аеродром Ел Алто, надморска висина 4.058 ) | Клима Ла Паза, Боливија (Међународни аеродром Ел Алто, надморска висина 4.058 ) | Клима Ла Паза, Боливија (Међународни аеродром Ел Алто, надморска висина 4.058 ) | Клима Ла Паза, Боливија (Међународни аеродром Ел Алто, надморска висина 4.058 ) | Клима Ла Паза, Боливија (Међународни аеродром Ел Алто, надморска висина 4.058 ) | Клима Ла Паза, Боливија (Међународни аеродром Ел Алто, надморска висина 4.058 ) | Клима Ла Паза, Боливија (Међународни аеродром Ел Алто, надморска висина 4.058 ) | Клима Ла Паза, Боливија (Међународни аеродром Ел Алто, надморска висина 4.058 ) | Клима Ла Паза, Боливија (Међународни аеродром Ел Алто, надморска висина 4.058 ) | Клима Ла Паза, Боливија (Међународни аеродром Ел Алто, надморска висина 4.058 ) | Клима Ла Паза, Боливија (Међународни аеродром Ел Алто, надморска висина 4.058 ) | Клима Ла Паза, Боливија (Међународни аеродром Ел Алто, надморска висина 4.058 ) | Клима Ла Паза, Боливија (Међународни аеродром Ел Алто, надморска висина 4.058 ) |
| Показатељ \ Месец                                                               | .Јан.                                                                           | .Феб.                                                                           | .Мар.                                                                           | .Апр.                                                                           | .Мај.                                                                           | .Јун.                                                                           | .Јул.                                                                           | .Авг.                                                                           | .Сеп.                                                                           | .Окт.                                                                           | .Нов.                                                                           | .Дец.                                                                           | .Год.                                                                           |
| ------------------------------------------------------------------------------- | ------------------------------------------------------------------------------- | ------------------------------------------------------------------------------- | ------------------------------------------------------------------------------- | ------------------------------------------------------------------------------- | ------------------------------------------------------------------------------- | ------------------------------------------------------------------------------- | ------------------------------------------------------------------------------- | ------------------------------------------------------------------------------- | ------------------------------------------------------------------------------- | ------------------------------------------------------------------------------- | ------------------------------------------------------------------------------- | ------------------------------------------------------------------------------- | ------------------------------------------------------------------------------- |
| Апсолутни максимум, °C (°F)                                                     | 25,4 (77,7)                                                                     | 22,8 (73)                                                                       | 25,1 (77,2)                                                                     | 22,9 (73,2)                                                                     | 24,0 (75,2)                                                                     | 20,0 (68)                                                                       | 23,0 (73,4)                                                                     | 21,0 (69,8)                                                                     | 23,0 (73,4)                                                                     | 23,0 (73,4)                                                                     | 24,2 (75,6)                                                                     | 22,0 (71,6)                                                                     | 25,4 (77,7)                                                                     |
| Максимум, °C (°F)                                                               | 14,3 (57,7)                                                                     | 14,3 (57,7)                                                                     | 14,2 (57,6)                                                                     | 14,4 (57,9)                                                                     | 14,4 (57,9)                                                                     | 14,0 (57,2)                                                                     | 13,5 (56,3)                                                                     | 13,7 (56,7)                                                                     | 15,3 (59,5)                                                                     | 15,3 (59,5)                                                                     | 17,0 (62,6)                                                                     | 15,7 (60,3)                                                                     | 15,0 (59)                                                                       |
| Просек, °C (°F)                                                                 | 9,3 (48,7)                                                                      | 9,0 (48,2)                                                                      | 8,9 (48)                                                                        | 8,8 (47,8)                                                                      | 8,2 (46,8)                                                                      | 7,3 (45,1)                                                                      | 6,8 (44,2)                                                                      | 8,2 (46,8)                                                                      | 8,7 (47,7)                                                                      | 10,0 (50)                                                                       | 10,5 (50,9)                                                                     | 9,7 (49,5)                                                                      | 8,8 (47,8)                                                                      |
| Минимум, °C (°F)                                                                | 4,4 (39,9)                                                                      | 4,4 (39,9)                                                                      | 3,6 (38,5)                                                                      | 1,0 (33,8)                                                                      | −1,9 (28,6)                                                                     | −4,3 (24,3)                                                                     | −4,4 (24,1)                                                                     | −3 (27)                                                                         | −1,0 (30,2)                                                                     | 1,5 (34,7)                                                                      | 2,1 (35,8)                                                                      | 3,6 (38,5)                                                                      | 0,5 (32,9)                                                                      |
| Апсолутни минимум, °C (°F)                                                      | −3,3 (26,1)                                                                     | −3,3 (26,1)                                                                     | −2,7 (27,1)                                                                     | −4,7 (23,5)                                                                     | −10,3 (13,5)                                                                    | −12,4 (9,7)                                                                     | −11,9 (10,6)                                                                    | −10 (14)                                                                        | −10 (14)                                                                        | −5,4 (22,3)                                                                     | −5 (23)                                                                         | −2,8 (27)                                                                       | −12,4 (9,7)                                                                     |
| Количина падавина, mm (in)                                                      | 133,7 (5,264)                                                                   | 104,7 (4,122)                                                                   | 71,7 (2,823)                                                                    | 31,7 (1,248)                                                                    | 14,3 (0,563)                                                                    | 5,1 (0,201)                                                                     | 7,1 (0,28)                                                                      | 15,2 (0,598)                                                                    | 35,5 (1,398)                                                                    | 38,1 (1,5)                                                                      | 50,5 (1,988)                                                                    | 94,9 (3,736)                                                                    | 602,5 (23,72)                                                                   |
| Дани са падавинама (≥ 0.1 mm)                                                   | 20,7                                                                            | 15,8                                                                            | 14,2                                                                            | 9,8                                                                             | 3,6                                                                             | 2,8                                                                             | 2,8                                                                             | 5,1                                                                             | 8,2                                                                             | 10,4                                                                            | 11,5                                                                            | 15,5                                                                            | 120,3                                                                           |
| Релативна влажност, %                                                           | 66                                                                              | 72                                                                              | 67                                                                              | 59                                                                              | 48                                                                              | 42                                                                              | 43                                                                              | 42                                                                              | 48                                                                              | 49                                                                              | 51                                                                              | 60                                                                              | 54                                                                              |
| Сунчани сати — месечни просек                                                   | 182,9                                                                           | 152,6                                                                           | 148,8                                                                           | 165,0                                                                           | 222,7                                                                           | 240,0                                                                           | 235,6                                                                           | 217,0                                                                           | 189,0                                                                           | 179,8                                                                           | 171,0                                                                           | 186,0                                                                           | 2.288,9                                                                         |
| Сунчано време — месечни проценти                                                | 46                                                                              | 43                                                                              | 40                                                                              | 47                                                                              | 64                                                                              | 73                                                                              | 68                                                                              | 61                                                                              | 53                                                                              | 47                                                                              | 45                                                                              | 46                                                                              | 52                                                                              |
| Извор #1: Deutscher Wetterdienst, Meteo Climat (extremes 1942–present)          |                                                                                 |                                                                                 |                                                                                 |                                                                                 |                                                                                 |                                                                                 |                                                                                 |                                                                                 |                                                                                 |                                                                                 |                                                                                 |                                                                                 |                                                                                 |
| Извор #2: Climatemps.com (sunshine)                                             |                                                                                 |                                                                                 |                                                                                 |                                                                                 |                                                                                 |                                                                                 |                                                                                 |                                                                                 |                                                                                 |                                                                                 |                                                                                 |                                                                                 |                                                                                 |

| Клима Ла Паза, Боливија (надморска висина 3.250 ) | Клима Ла Паза, Боливија (надморска висина 3.250 ) | Клима Ла Паза, Боливија (надморска висина 3.250 ) | Клима Ла Паза, Боливија (надморска висина 3.250 ) | Клима Ла Паза, Боливија (надморска висина 3.250 ) | Клима Ла Паза, Боливија (надморска висина 3.250 ) | Клима Ла Паза, Боливија (надморска висина 3.250 ) | Клима Ла Паза, Боливија (надморска висина 3.250 ) | Клима Ла Паза, Боливија (надморска висина 3.250 ) | Клима Ла Паза, Боливија (надморска висина 3.250 ) | Клима Ла Паза, Боливија (надморска висина 3.250 ) | Клима Ла Паза, Боливија (надморска висина 3.250 ) | Клима Ла Паза, Боливија (надморска висина 3.250 ) | Клима Ла Паза, Боливија (надморска висина 3.250 ) |
| Показатељ \ Месец                                 | .Јан.                                             | .Феб.                                             | .Мар.                                             | .Апр.                                             | .Мај.                                             | .Јун.                                             | .Јул.                                             | .Авг.                                             | .Сеп.                                             | .Окт.                                             | .Нов.                                             | .Дец.                                             | .Год.                                             |
| ------------------------------------------------- | ------------------------------------------------- | ------------------------------------------------- | ------------------------------------------------- | ------------------------------------------------- | ------------------------------------------------- | ------------------------------------------------- | ------------------------------------------------- | ------------------------------------------------- | ------------------------------------------------- | ------------------------------------------------- | ------------------------------------------------- | ------------------------------------------------- | ------------------------------------------------- |
| Апсолутни максимум, °C (°F)                       | 25 (77)                                           | 24 (75)                                           | 24 (75)                                           | 24 (75)                                           | 22 (72)                                           | 21 (70)                                           | 22 (72)                                           | 22 (72)                                           | 27 (81)                                           | 24 (75)                                           | 25 (77)                                           | 24 (75)                                           | 27,0 (80,6)                                       |
| Максимум, °C (°F)                                 | 17 (63)                                           | 17 (63)                                           | 18 (64)                                           | 18 (64)                                           | 18 (64)                                           | 17 (63)                                           | 17 (63)                                           | 17 (63)                                           | 18 (64)                                           | 19 (66)                                           | 19 (66)                                           | 18 (64)                                           | 17,8 (64)                                         |
| Просек, °C (°F)                                   | 11,5 (52,7)                                       | 11,5 (52,7)                                       | 12,0 (53,6)                                       | 11,0 (51,8)                                       | 10,5 (50,9)                                       | 9,0 (48,2)                                        | 9,0 (48,2)                                        | 9,5 (49,1)                                        | 10,5 (50,9)                                       | 11,5 (52,7)                                       | 12,5 (54,5)                                       | 12,0 (53,6)                                       | 10,9 (51,6)                                       |
| Минимум, °C (°F)                                  | 6 (43)                                            | 6 (43)                                            | 6 (43)                                            | 4 (39)                                            | 3 (37)                                            | 1 (34)                                            | 1 (34)                                            | 2 (36)                                            | 3 (37)                                            | 4 (39)                                            | 6 (43)                                            | 6 (43)                                            | 4,0 (39,2)                                        |
| Апсолутни минимум, °C (°F)                        | 1 (34)                                            | 2 (36)                                            | 2 (36)                                            | −1 (30)                                           | −1 (30)                                           | −3 (27)                                           | −3 (27)                                           | −3 (27)                                           | −1 (30)                                           | −1 (30)                                           | −1 (30)                                           | 2 (36)                                            | −3,0 (26,6)                                       |
| Количина падавина, mm (in)                        | 114 (4,49)                                        | 107 (4,21)                                        | 66 (2,6)                                          | 33 (1,3)                                          | 13 (0,51)                                         | 8 (0,31)                                          | 10 (0,39)                                         | 13 (0,51)                                         | 28 (1,1)                                          | 41 (1,61)                                         | 48 (1,89)                                         | 94 (3,7)                                          | 575 (22,64)                                       |
| Дани са падавинама                                | 21                                                | 18                                                | 16                                                | 9                                                 | 5                                                 | 2                                                 | 2                                                 | 4                                                 | 9                                                 | 9                                                 | 11                                                | 18                                                | 124                                               |
| Сунчани сати — месечни просек                     | 186                                               | 141                                               | 155                                               | 180                                               | 248                                               | 270                                               | 279                                               | 248                                               | 210                                               | 186                                               | 180                                               | 186                                               | 2.469                                             |
| Извор: BBC Weather                                |                                                   |                                                   |                                                   |                                                   |                                                   |                                                   |                                                   |                                                   |                                                   |                                                   |                                                   |                                                   |                                                   |

### Локација
Ла Паз се налази у долинама Анда, близу источног дела региона Алтиплано. Метрополитанско подручје је близу ланца Кордиљера Реал, који укључује тако значајне планине као што су Илимани (чувар Ла Паза), Мурурата, Хуаина Потоси, Чакалатија, Кунтурири, Лампу, Чачакумани, Чероко и Анкоума.
Ла Паз је изграђен у кањону који је створила река Чокејапу (сада углавном преграђена), која тече од северозапада ка југоистоку. Главна градска саобраћајница, која отприлике прати реку, мења имена по својој дужини, али централни део са дрворедима који пролази кроз центар града зове се Прадо.
Географија Ла Паза (посебно надморска висина) је обележена социјалним разликама. Имућнији становници живе у нижим, централним деловима града југозападно од Прада. Многи становници средње класе живе у високим становима у близини центра. Становници са нижим примањима живе у импровизованим зиданим кућама у околним брдима. Сателитски град Ел Алто, где се налази аеродром, простире се на широком подручју западно од кањона, на Алтиплану.
Земљотрес у јулу 1994. јачине 8,2 погодио је 322 км северно од Ла Паза. То се могло осетити у близини града и проузроковало штету широм села у околини. У фебруару 2002. град је био подвргнут граду и олуји која је резултирала поплавама које су изазвале озбиљну штету и преко 50 смртних случајева.

## Историја
Ово подручје је било место града Инка на главном трговачком путу. Иако су шпански конквистадори ушли у ово подручје 1535. године, Ла Паз су основали тек 1548. Првобитно је требало да се налази на месту насеља Индијанаца, Лаја. Градска локација је неколико дана касније премештена на садашњу локацију у долини Чукијаго, која је лепша. Контролу над бившим земљама Инка поверио је Педру де ла Гаски шпански краљ (и цар Светог римског царства), цар Карло V. Гаска је наредио Алонсу де Мендози да оснује нови град у знак сећања на крај грађанских ратова у Перуу; град Ла Паз је 20. октобра 1548. основао Алонзо де Мендоза, а Хуан де Варгас је именован за његовог првог градоначелника.
Године 1898. Ла Паз је постао де факто седиште националне владе, а Сукре је остао номинални историјски, као и судски капитал. Ова промена је одразила померање боливијске економије са увелико исцрпљених рудника сребра у Потосију на експлоатацију калаја у близини Орура, и резултирала је променама у расподели економске и политичке моћи међу различитим националним елитама.
Сегрегација Чолитас (жене пореклом са Анда) наставила се до 1980-их. Није им било дозвољено да уђу на одређена јавна места и забрањен им је улазак у биоскопе и неке ресторане, са већим нагласком у боливијским источним градовима као што је Санта Круз де ла Сијера.

## Туризам
Ла Паз је важан културни центар Боливије. У граду се налази неколико катедрала које су припадале колонијалним временима, као што су катедрала Сан Франциска и Метрополитенска катедрала, ова последња која се налази на тргу Муриљо, који је такође дом политичке и административне моћи земље. Стотине различитих музеја се могу наћи широм града, од којих су најзначајнији у улици Хаен, чији је улични дизајн сачуван из шпанских дана и дом је 10 различитих музеја.
Дом боливијске владе налази се на тргу Муриљо и познат је као "Паласио Куемадо" (Спаљена палата) јер је неколико пута био у пламену. Палата је од тада много пута обнављана, али име је остало нетакнуто.

### Саобраћај
Аутомобили и јавни превоз су главна средства за улазак у град. У марту 2012. регистровано је више од 1,5 милиона возила. Густ саобраћај је уобичајен у центру града, а гужве настају у шпицу
Међународни аеродром Ел Алто (IATA код: LPB) је национални и међународни аеродром у Ла Пазу и главно чвориште за Línea Aérea Amaszonas и Transporte Aéreo Militar. Такође служи као главни град за Boliviana de Aviación, боливијског авиопревозника и највећу авио-компанију. Аеродром се налази у граду Ел Алто и налази се 13 км југозападно од центра града Ла Паза. На надморској висини од 4.061 метар, то је највиши међународни аеродром и пети највиши комерцијални аеродром на свету. Писта има дужину од 4.000 метара. То је један од три главна међународна пролаза у Боливији, заједно са Међународним аеродромом Хорхе Вилстерман и Међународним аеродромом Виру Виру.

## Партнерски градови
- Каракас
- Мерида
- Сао Пауло
- Арика
- Калама
- Хановер
- Загреб
- Вашингтон
- Бон
- Москва
- Даљен
- Болцано
- Енсенада
- Денвер
- Куско
- Coro
- Вадуц
- Тајпеј
- Сарагоса
- Мадрид
- Puno
- Мексико Сити
- Сантијаго де Чиле
- Рио де Жанеиро
- Санто Доминго
- Арекипа
- Асунсион
- Богота
- Канелонес
- Буенос Ајрес
- Стокхолм
- Икике
- Хавана
- Лондон
- Монтевидео
- Moquegua
- Њујорк
- Пачука де Сото
- Кито